# Ruben Labajo
Ruben Caballero Labajo (ur. 24 września 1966 w Talisay) – filipiński duchowny katolicki, w latach 2022–2024 biskup pomocniczy Cebu, biskup Prosperidad od 2025.

## Życiorys

### Prezbiterat
Święcenia kapłańskie otrzymał 10 czerwca 1994 i został inkardynowany do archidiecezji Cebu. Pracował głównie jako duszpasterz parafialny, był też m.in. dziekanem wikariatu pw. Różańca Świętego, wikariuszem biskupim dla Dystryktu I oraz wikariuszem generalnym archidiecezji.

### Episkopat
23 czerwca 2022 papież Franciszek mianował go biskupem pomocniczym archidiecezji Cebu oraz biskupem tytularnym Abbir Maius. Sakry udzielił mu 19 sierpnia 2022 arcybiskup Jose Palma.
15 października 2024 papież został mianowany pierwszym biskupem nowo powstałej diecezji Prosperidad. Ingres do katedry św. Michała Archanioła w Prosperidad odbył 28 stycznia 2025. 